# 贝伦斯
贝伦斯（Behrens, Berens）可以指：

## 人物
Behrens
- 哈诺·贝伦斯（德語：Hanno Behrens，1990年3月26日－），德國足球運動員。
- 克劳斯·贝伦斯（德語：Klaus Behrens，1941年8月3日－2022年9月19日），德国男子赛艇运动员。
- 彼得·贝伦斯（Peter Behrens 1868年4月14日－1940年2月27日），德國建築師。
- 库尔特·贝伦斯（德語：Kurt Behrens，1884年11月26日－1928年2月5日），德国男子跳水运动员。

Berens
- 里基·贝伦斯（德語：Ricky Berens，1988年4月21日－），美国男子游泳运动员。

|  | 本页或本分段罗列了姓氏为「贝伦斯」的人物。 如果是一个指代特定个人的内链将您引导到本页，請考慮修正該人物的名字以將链接指向正確的條目。 |